# Kapka Panajotowa
Kapka Panajotowa (bulgarisch Капка Панайотова, * 30. September 1951 als Kapka Georgiewa) ist eine ehemalige bulgarische Steuerfrau im Rudern.

## Biografie
Bei den Weltmeisterschaften 1975 gewann der Vierer mit Steuerfrau in der Besetzung Marijka Modewa, Reni Jordanowa, Liljana Wassewa, Ginka Gjurowa und Steuerfrau Kapka Georgiewa die Silbermedaille mit über drei Sekunden Rückstand auf das Boot aus der DDR. Im Jahr darauf gewann die gleiche Crew bei den Olympischen Sommerspielen in Montreal die Silbermedaille. Bereits wie im Vorjahr hatte der Vierer aus der DDR über drei Sekunden Vorsprung.